# Anders Westerberg (serietecknare)
Anders Westerberg, född 1 februari 1964, är en svensk serieskapare och illustratör. År 1998 fick han Seriefrämjandets pris Urhunden för seriealbumet Hjärteblod.